# Korpulenzfaktor
Der Korpulenzfaktor ist ein biometrischer Index zur Charakterisierung von Fischbeständen. Er beschreibt das Verhältnis von Körpergewicht zu Körperlänge.

## Definition und Bewertung
Der Korpulenzfaktor K wird nach folgender Zahlenwertgleichung berechnet:
{\displaystyle K=100\cdot {\frac {m}{l^{3}}}},
wobei {\displaystyle m} das Körpergewicht in Gramm und {\displaystyle l} die Länge des Fisches in Zentimeter angibt.
Niedrige Korpulenzfaktoren weisen allgemein auf schlechte Lebensbedingungen, wie z. B. Überbesatz oder chronischen Sauerstoffmangel hin. Wegen des zu diesem Zeitraum hohen Gewichtsanteils der Gonaden ist die Ermittlung des Korpulenzfaktors während der Laichzeit nicht sinnvoll.